# PDF Split and Merge
PDFsam Basic ou PDF Split and Merge est un logiciel libre multiplateforme pour diviser, fusionner, extraire des pages, faire pivoter et associer des documents PDF.

## Système de distribution
PDFsam Basic est une application bureautique téléchargeable gratuitement à la fois sous forme de source et de code compilé. Il est disponible en tant que package MSI pour 32-bit et 64-bit MS Windows, Apple Disk Image (.dmg) pour Mac  OS  X, paquet .deb pour les distributions GNU/Linux basées sur Debian et ZIP bundle pour les utilisateurs intensifs. 

## Fonctionnalités
- Fusionner les fichiers PDF en sélectionnant des documents entiers ou des sous-sections. Il fournit un certain nombre de paramètres pour permettre à l'utilisateur de décider ce qu'il doit faire au cas où les fichiers PDF originaux contiennent AcroForms ou un contour (signet) et peut générer une table des matières, normaliser la taille des pages et ajouter des pages vierges.
- Séparer les fichiers PDF de plusieurs façons :
  - Après chaque page, paire ou impaire
  - Après un certain nombre de numéros de page
  - Chaque n page
  - Par niveau de marque-page
  - Par taille, où les fichiers générés auront approximativement la taille spécifiée
- Faire pivoter les fichiers PDF dans lesquels plusieurs fichiers peuvent pivoter, soit chaque page ou un ensemble de pages sélectionné.
- Extraire des pages de plusieurs fichiers PDF
- Mélanger des fichiers PDF où un certain nombre de fichiers PDF fusionnés en prenant des pages alternativement à partir d'eux
- Sauvegarder et restaurer l'espace de travail

## Architecture
PDFsam Basic s'appuie sur Sejda SDK, une bibliothèque Java open source (gratuite) et orientée tâche pour éditer les fichiers PDF et SAMBox, un fork de PDFBox (en).

## Requêtes
PDFsam Basic est écrit en Java et JavaFX et nécessite une machine virtuelle Java version 8 ou supérieure installée dans le système d'exploitation pour fonctionner.